# Roncus siculus
Roncus siculus es una especie de arácnido del orden Pseudoscorpionida de la familia Neobisiidae.

## Distribución geográfica
Se encuentra en Sicilia (Italia).